# Palace Hôtel (Bruxelles)
Pour les articles homonymes, voir Palace Hôtel.
Le Palace Hôtel est un hôtel de style « Art nouveau géométrique » édifié en 1909 par l'architecte Adhémar Lener sur le territoire de la commune bruxelloise de Saint-Josse-ten-Noode, en Belgique.
Il se classe parmi les plus belles réalisations de l'Art nouveau géométrique à Bruxelles et fait partie, depuis 2021, de la chaîne d'hôtels DoubleTree by Hilton, après avoir appartenu à la chaîne d'hôtels Crowne Plaza.

## Localisation
Le Palace Hôtel se situe aux numéros 22-24 de la place Charles Rogier et aux numéros 3-5 de la rue Gineste à Saint-Josse-ten-Noode, face au jardin botanique de Bruxelles.
Il se dresse à côté de l'Hôtel Albert Ier, immeuble de style Art déco édifié par l'architecte Michel Polak en 1929, et face à l'Hôtel Siru (de style moderniste et Art déco).
Ces hôtels de style Art déco et Art nouveau sont écrasés par les hautes silhouettes de la Tour Rogier et du Covent Garden de style postmoderne.

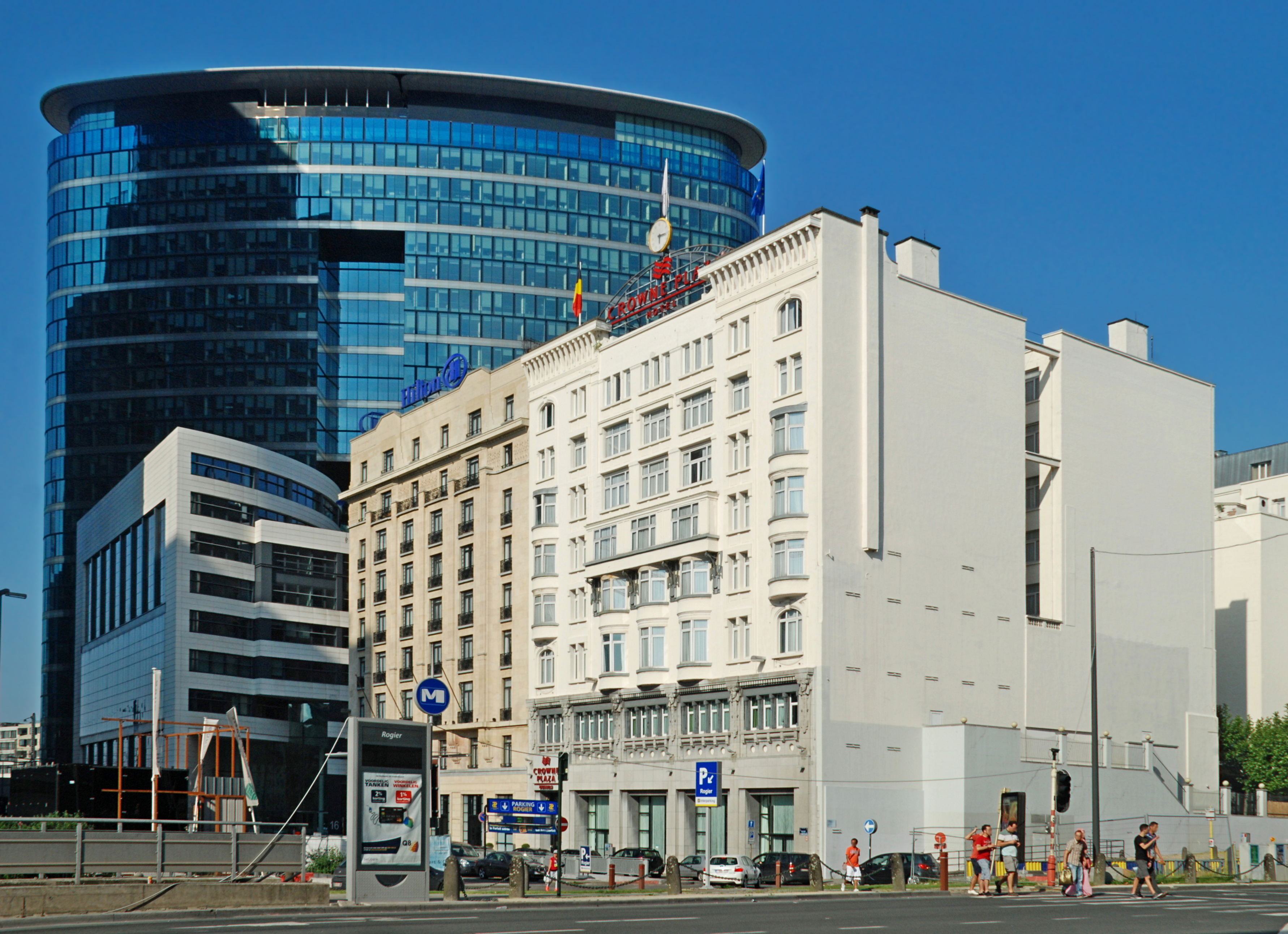
De gauche à droite, le Covent Garden, l'Hôtel Albert Ier et le Palace Hôtel.

## Historique
C'est en 1908-1909 qu'Adhémar Lener réalise ce magnifique hôtel de style « Art nouveau géométrique » avec l'aide de son élève Antoine Pompe,.
En 1908, Adhémar Lener, assisté du jeune Antoine Pompe, remporte le concours organisé (en vue de l'Exposition universelle de 1910 à Bruxelles) par la société « Les Grands Hôtels Belges S.A. » pour la construction d'un hôtel de luxe à la place Rogier : le Palace Hôtel. Le premier immeuble en béton de Belgique est construit par Adhémar Lener en un temps record de 11 mois, malgré le sol marécageux qui imposa de construire l'hôtel sur 1800 pieux de béton.
Le Palace Hôtel ouvre en 1910 avec 400 chambres et est un des hôtels les plus renommés de Bruxelles jusqu'au milieu des années 1970. En 1923, deux étages sont ajoutés à la façade donnant sur la rue Gineste.
Le parement en pierre bleue du rez-de chaussée de la façade de la place Rogier date de 1983.
L'hôtel est rénové par l'Atelier d'architecture de Genval en 1995,, et par les cabinets Bergman Design House et Doos Architects  en 2021.
Lorsque l'on évoque cet hôtel, le nom très peu connu de Lener est occulté par celui de son jeune assistant Antoine Pompe devenu beaucoup plus illustre que lui.

## Architecture extérieure

### Façade de la place Rogier
La façade occidentale, tournée vers la place Rogier, présente deux registres très différents.

#### Registre inférieur
Le registre inférieur compte deux niveaux de cinq travées parés de pierre bleue.
Le rez-de-chaussée intègre une porte d'entrée secondaire (l'entrée principale se trouvant rue Gineste) et quatre grandes baies vitrées, tandis que l'entresol qui le surmonte comporte cinq fenêtres rectangulaires compartimentées par des colonnettes en fonte à chapiteau cubique portant un linteau en fer aux rivets apparents.
Ces fenêtres quadripartites sont soulignées d'une rangée d'oculi et surmontée d'une frise de denticules portée par de remarquables cariatides stylisées de style Art nouveau géométrique.

Les cariatides stylisées de l'entresol
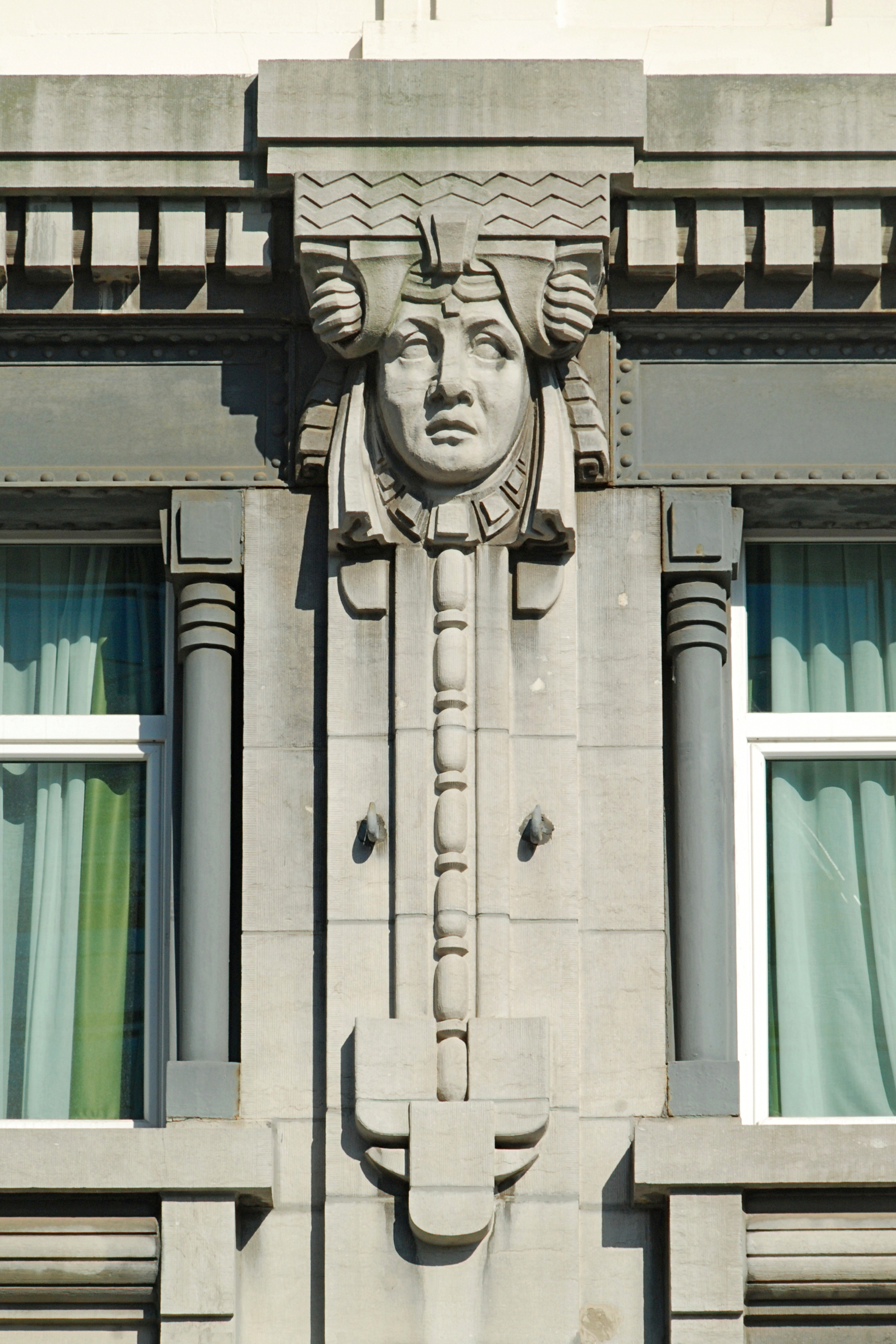
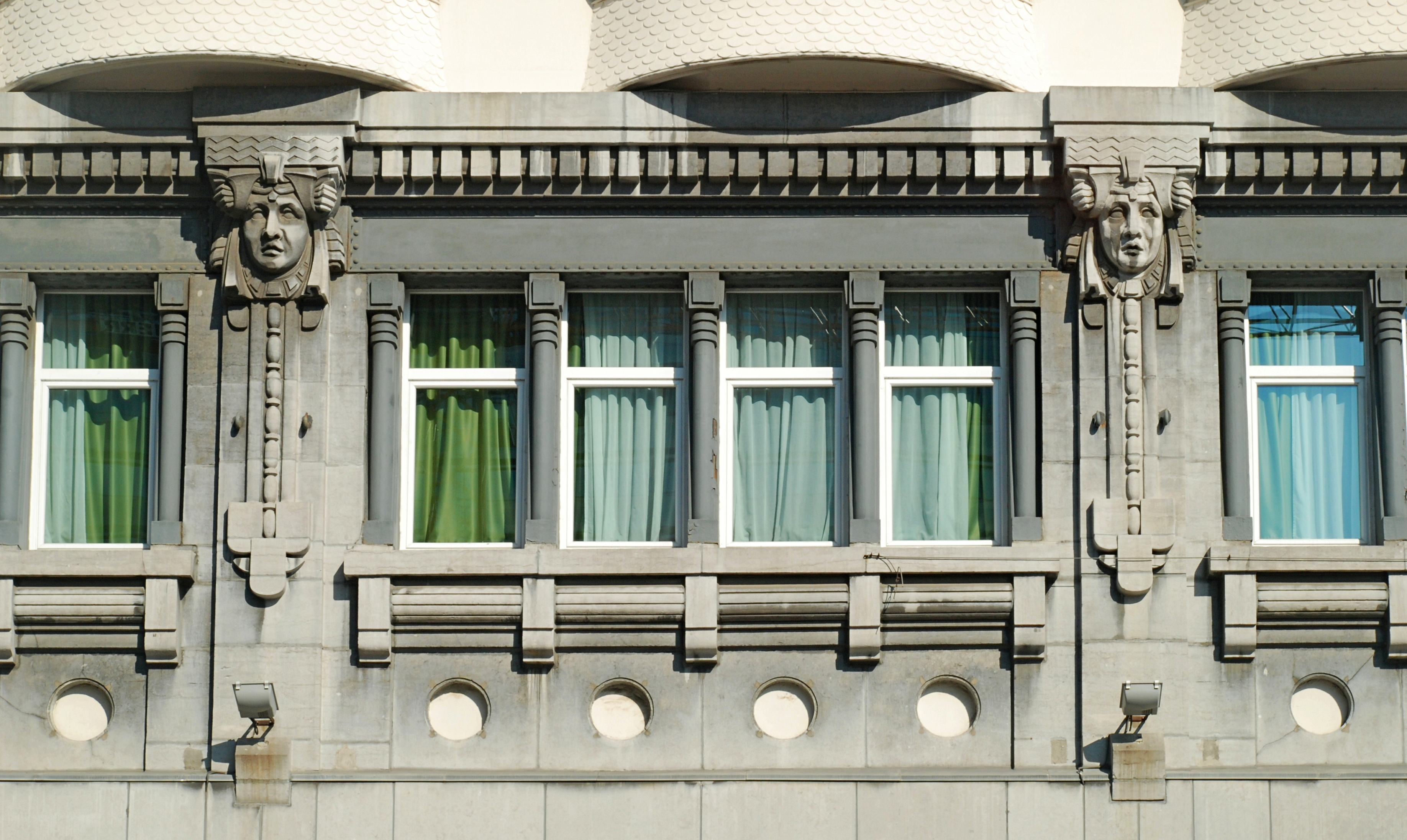
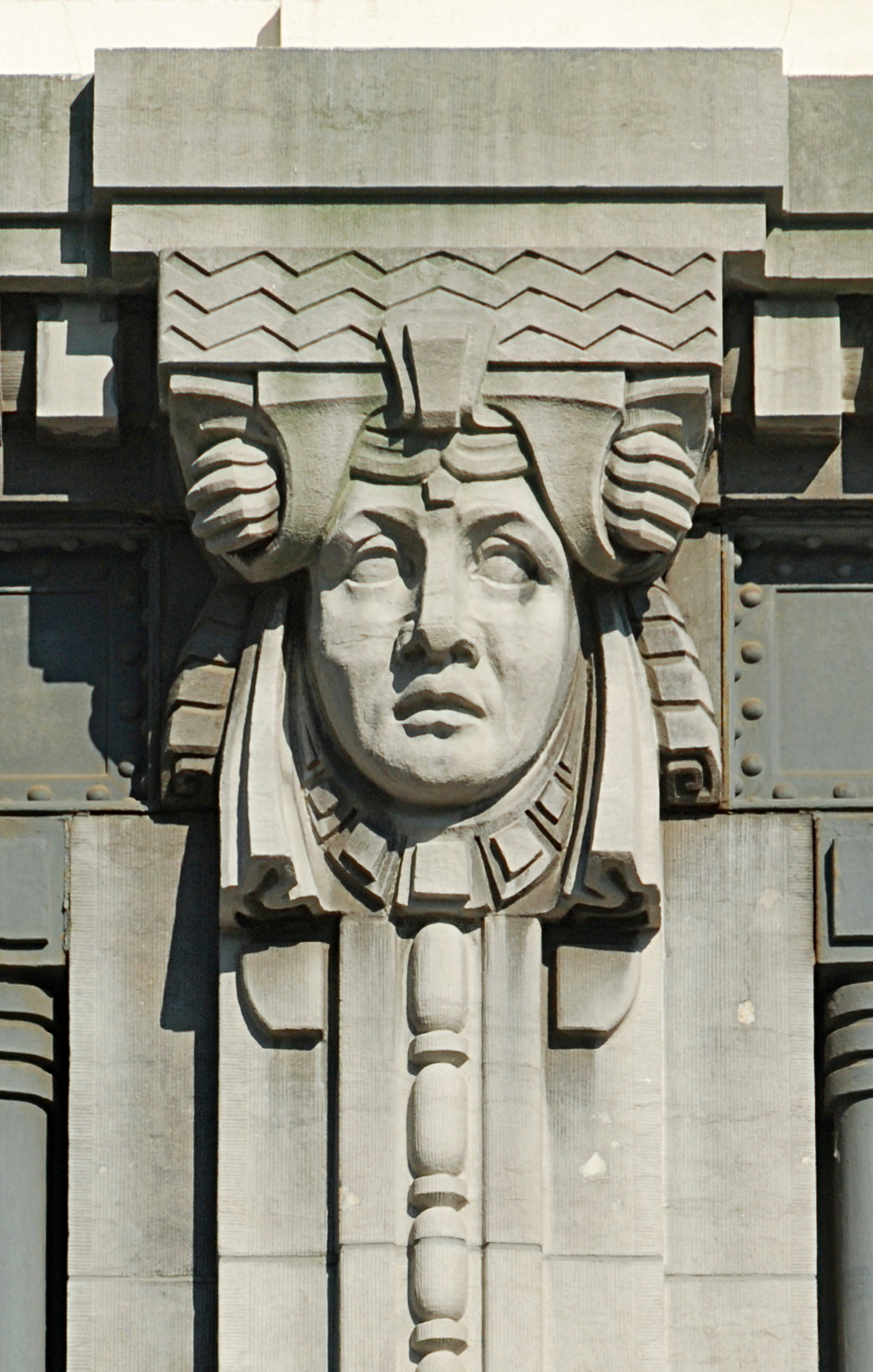

#### Registre supérieur
Le registre supérieur compte six niveaux et sept travées enduits et peints en blanc.
Les trois travées centrales de ce registre présentent un triple bow-window, courbe sur deux niveaux et plat sur un niveau. Ce dernier est supporté par de belles consoles en fer en forme de feuilles ou de fleurs stylisées au style Art nouveau géométrique très marqué.
Les travées externes présentent chacune une belle fenêtre à arc en anse de panier et clé passante dont les écoinçons sont ornés de feuillages très stylisés, ainsi qu'un oriel qui court sur trois niveaux.

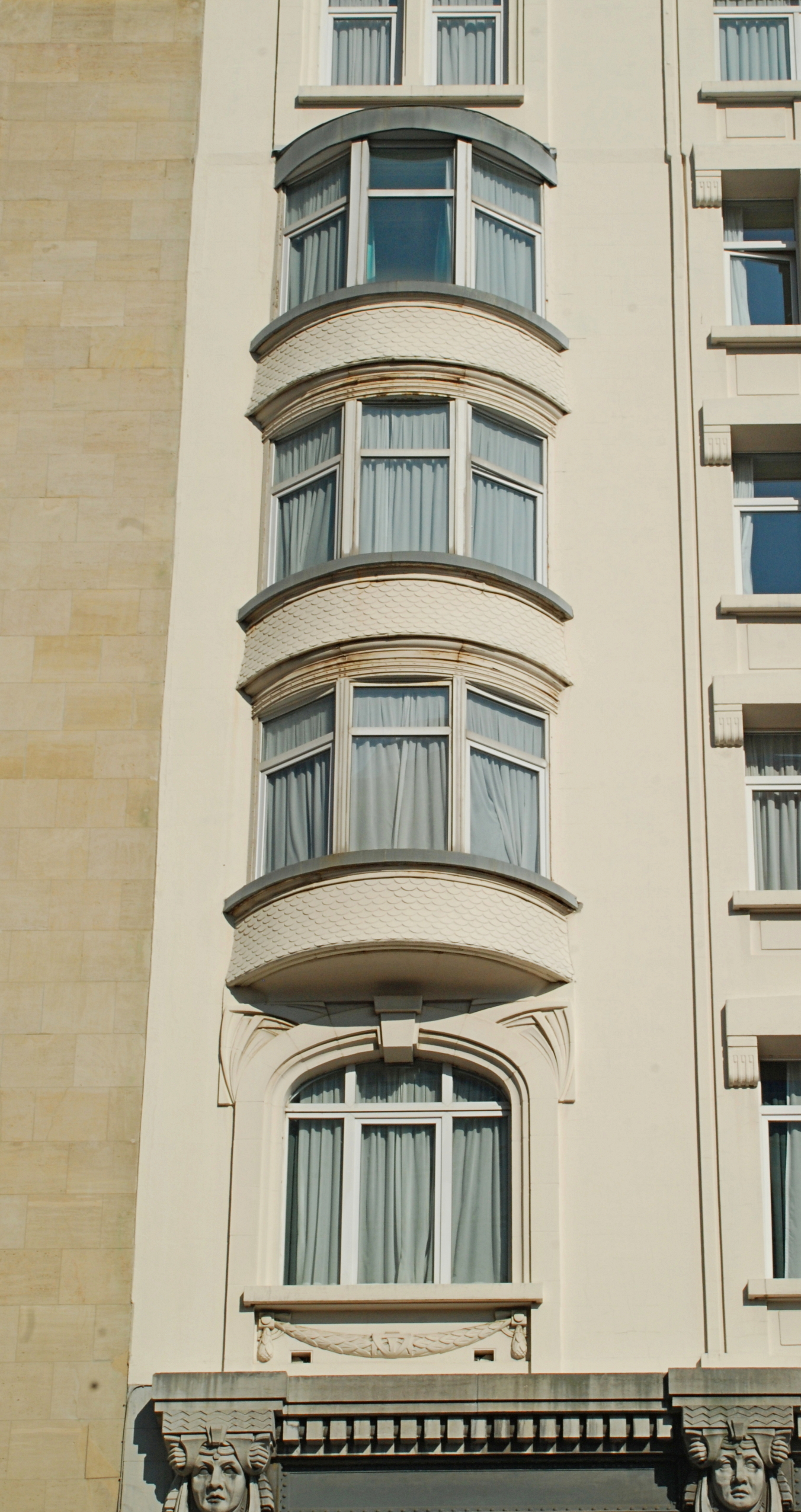
Oriel latéral.
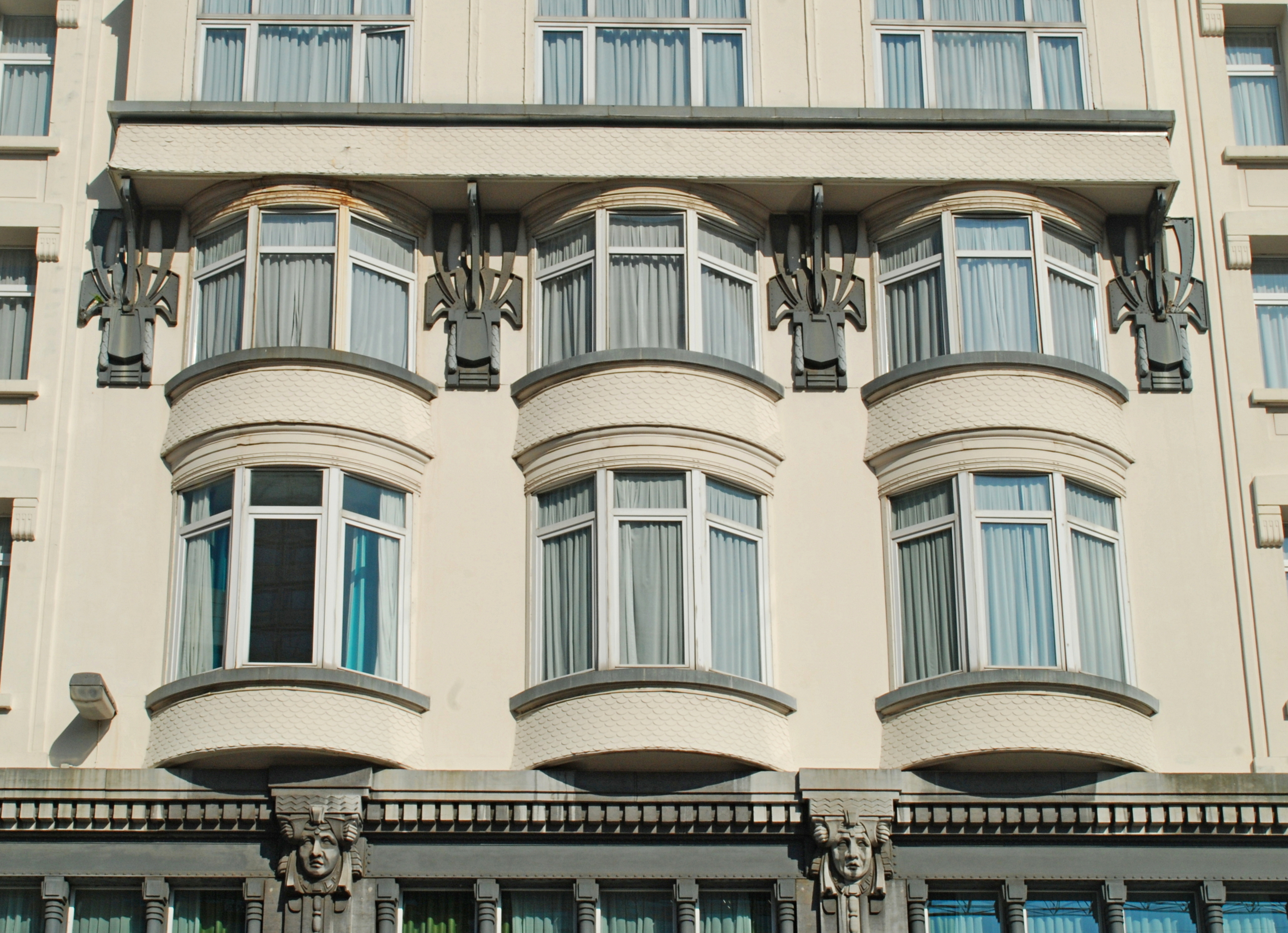
Triple oriel central.
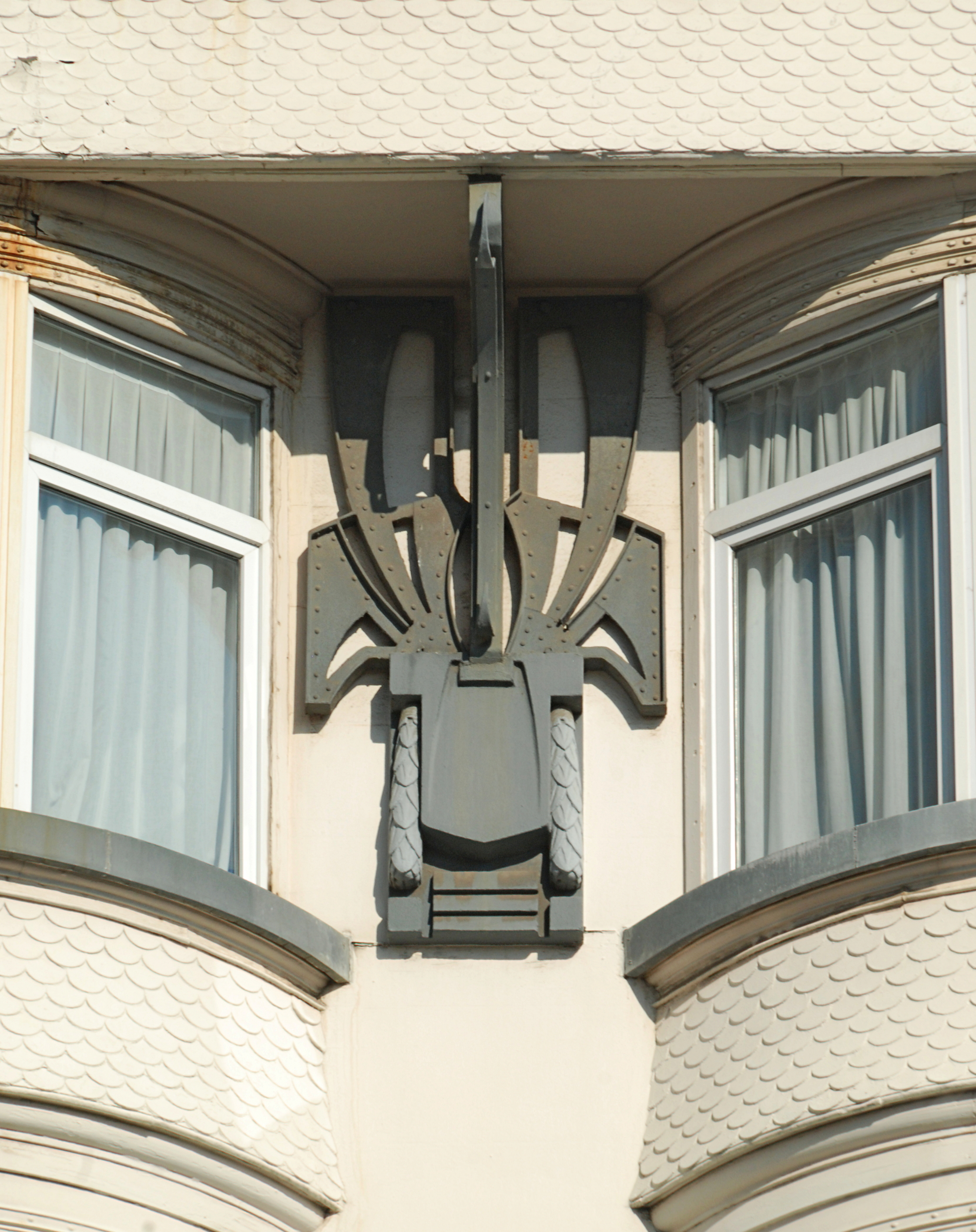
Console en fer.
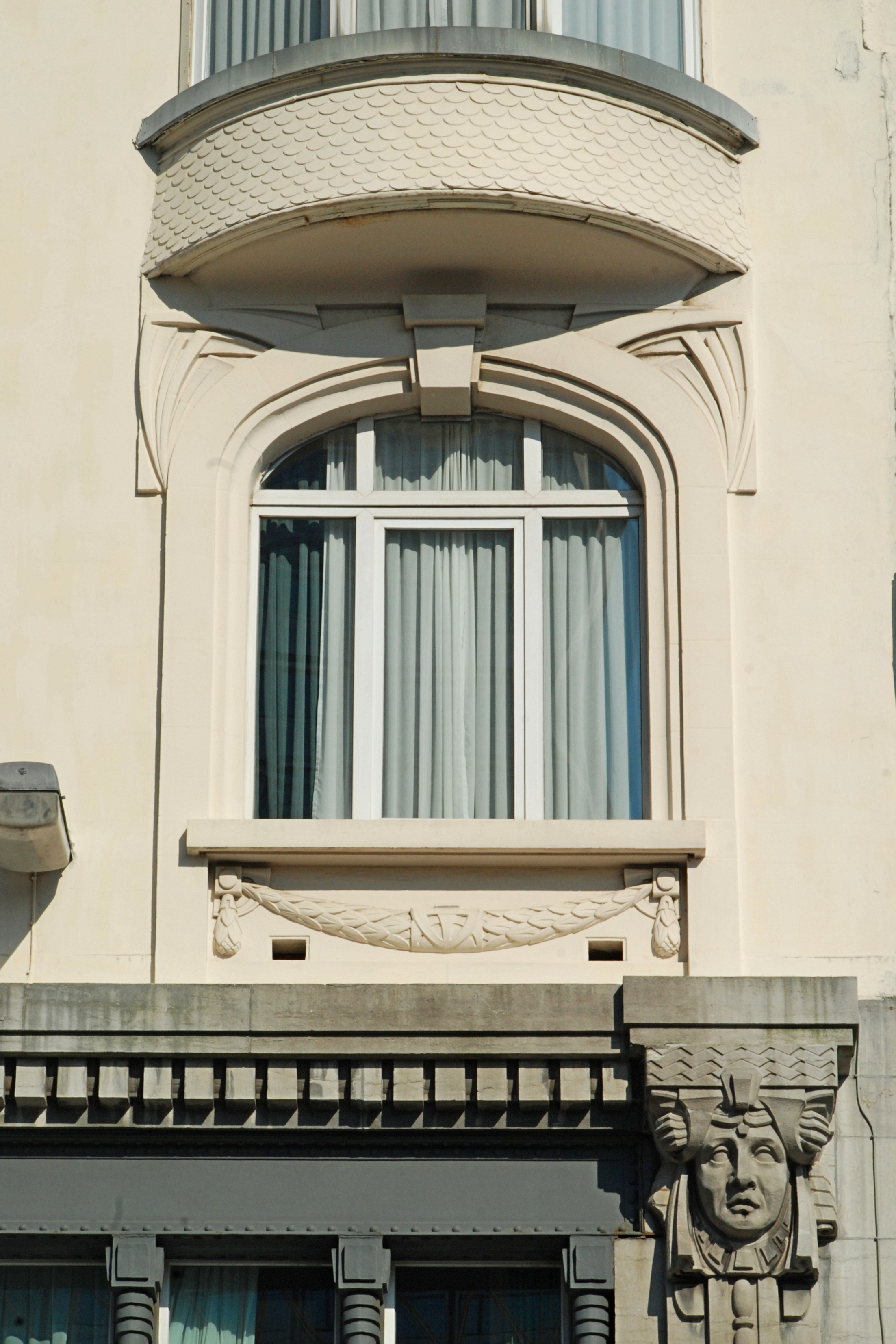
Fenêtre.

### Façade de la rue Gineste
Le plan du bâtiment étant asymétrique, la façade de la rue Gineste est beaucoup plus longue que celle de la place Rogier, et compte treize travées.
Cette façade, qui fait face au jardin botanique de Bruxelles, abrite l'entrée principale de l'hôtel.
Contrairement à la façade de la place Rogier, cette façade présente un strict alignement des travées entre le registre inférieur et le registre supérieur.
Le registre inférieur présente deux parties gauche et droite très différentes, tandis que le registre supérieur est homogène.

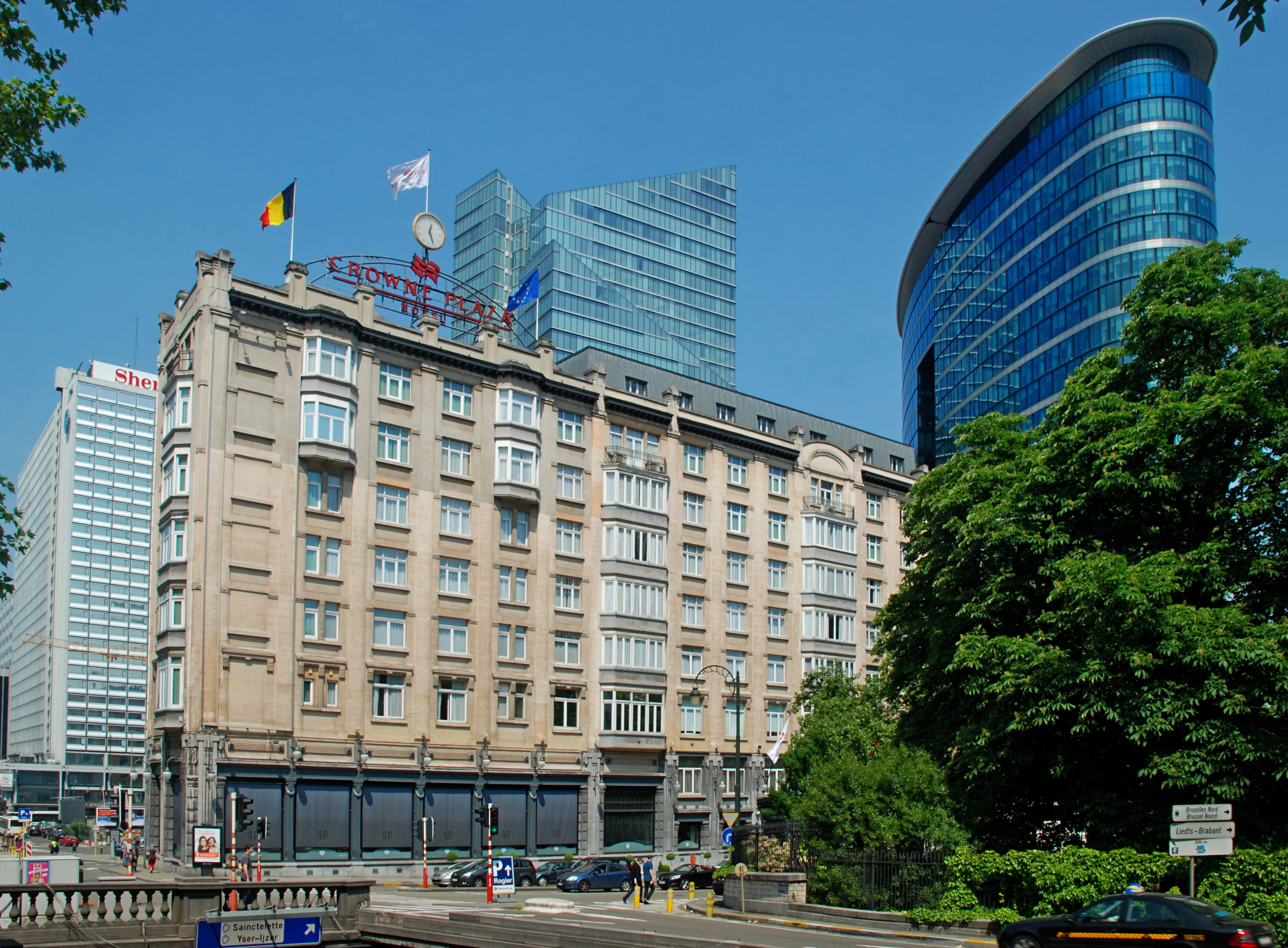
La façade de la rue Gineste.
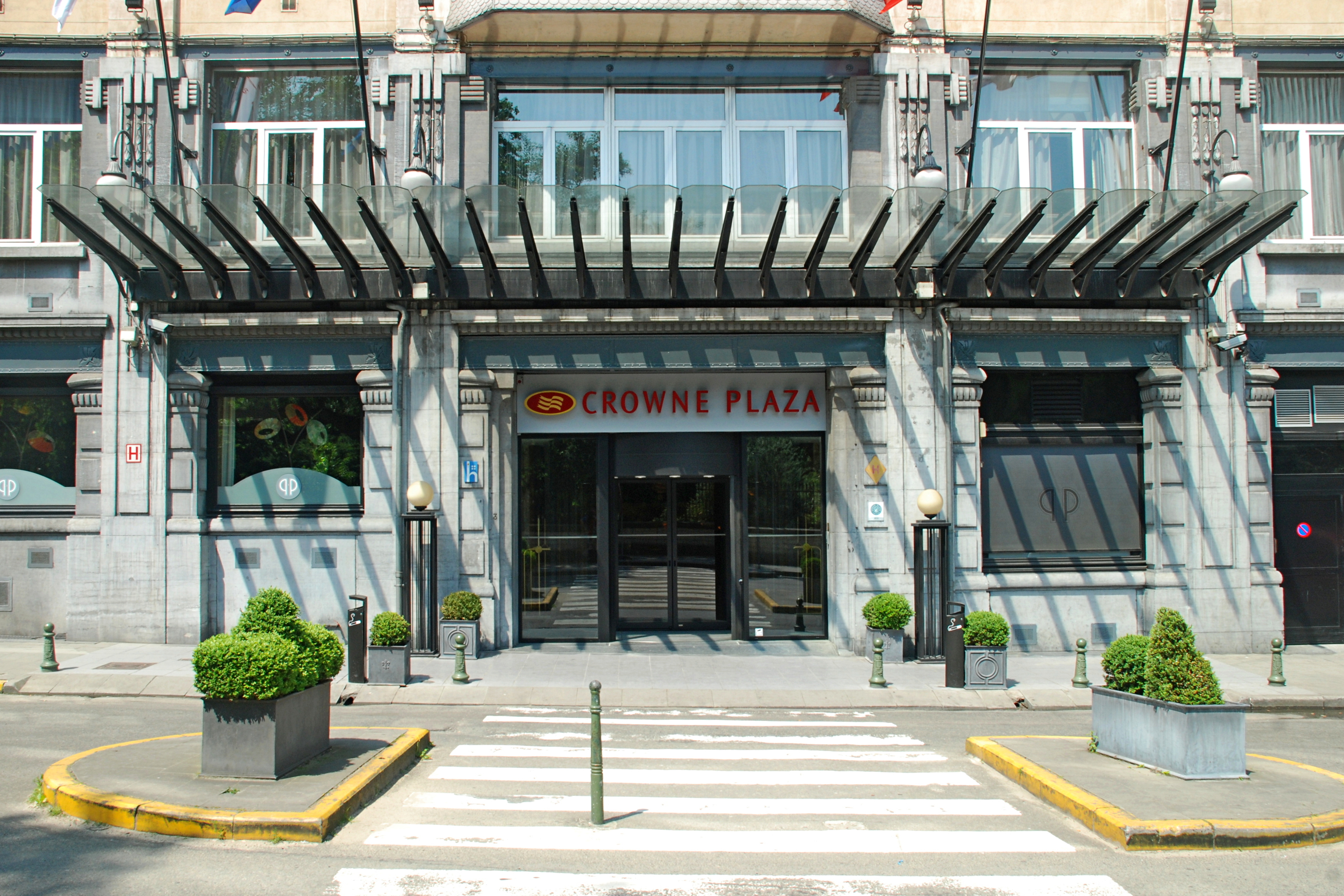
L'entrée de l'hôtel rue Gineste et sa marquise.

#### Registre inférieur de la façade de la rue Gineste

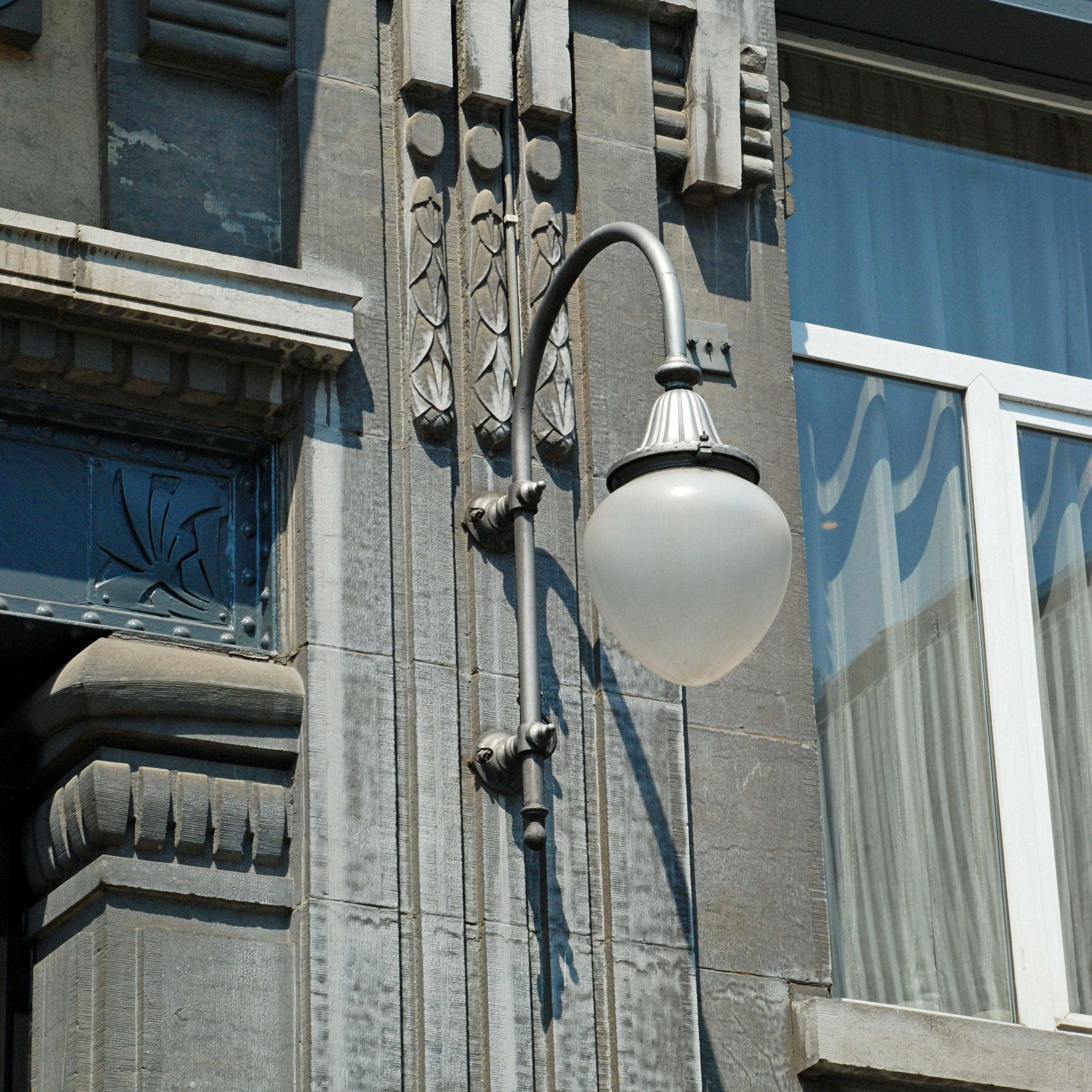
Lampadaire.

Le registre inférieur, paré de pierre bleue, est asymétrique : il est composé de deux groupes de 6 travées différentes, séparés par une travée centrale qui fait la liaison entre les deux.
La partie gauche du registre inférieur est percée de six grandes baies vitrées séparées par des colonnes en fonte qui portent de massifs linteaux métalliques aux rivets apparents, surmontés chacun d'une frise de denticules et d'un cartouche orné d'un motif strié flanqué de deux prises d'air circulaires en forme d'oculus. Chaque colonne de fonte se termine par un chapiteau dont les motifs géométriques contrastent avec la guirlande de laurier qui y est accrochée.
Sa partie droite intègre l'entrée principale de l'hôtel, surmontée d'une grande marquise en fer et en verre. Cette partie droite est percée de baies beaucoup plus petites et de baies d'entresol. Les baies situées au niveau du trottoir sont cantonnées de courts piédroits ornés de bossages en pierre bleue dont les chapiteaux cannelés portent eux aussi des linteaux métalliques. Les baies basses et les baies de l'entresol sont reliées par des pilastres cannelés d'ordre colossal sommés de chapiteaux géométriques très stylisés.
La travée centrale du registre inférieur de la façade de la rue Gineste combine la largeur, la hauteur et le cartouche des baies de sa partie gauche et les piédroits et pilastres des baies de sa partie droite.

Le registre inférieur de la façade de la rue Gineste
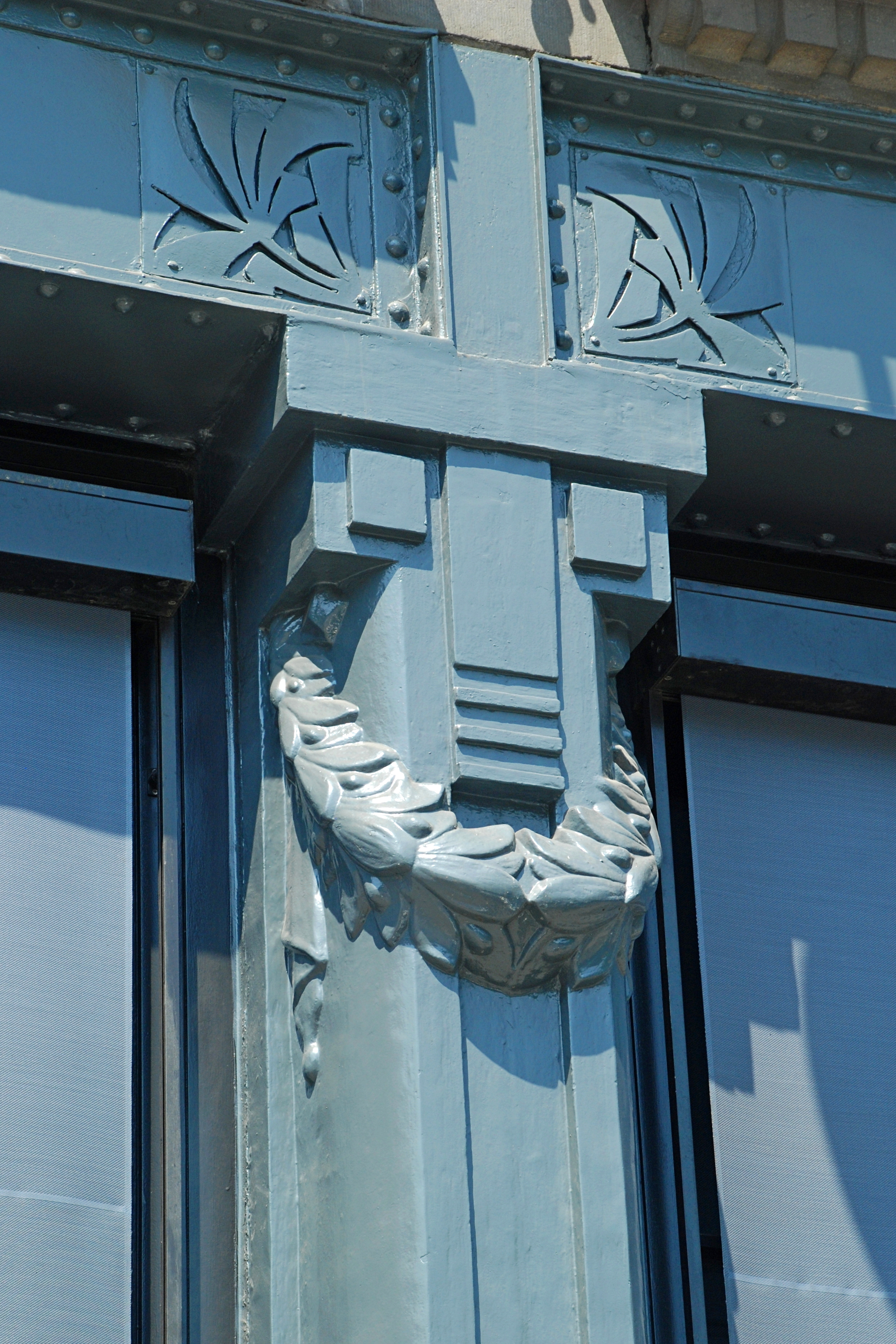
Chapiteau en fonte.
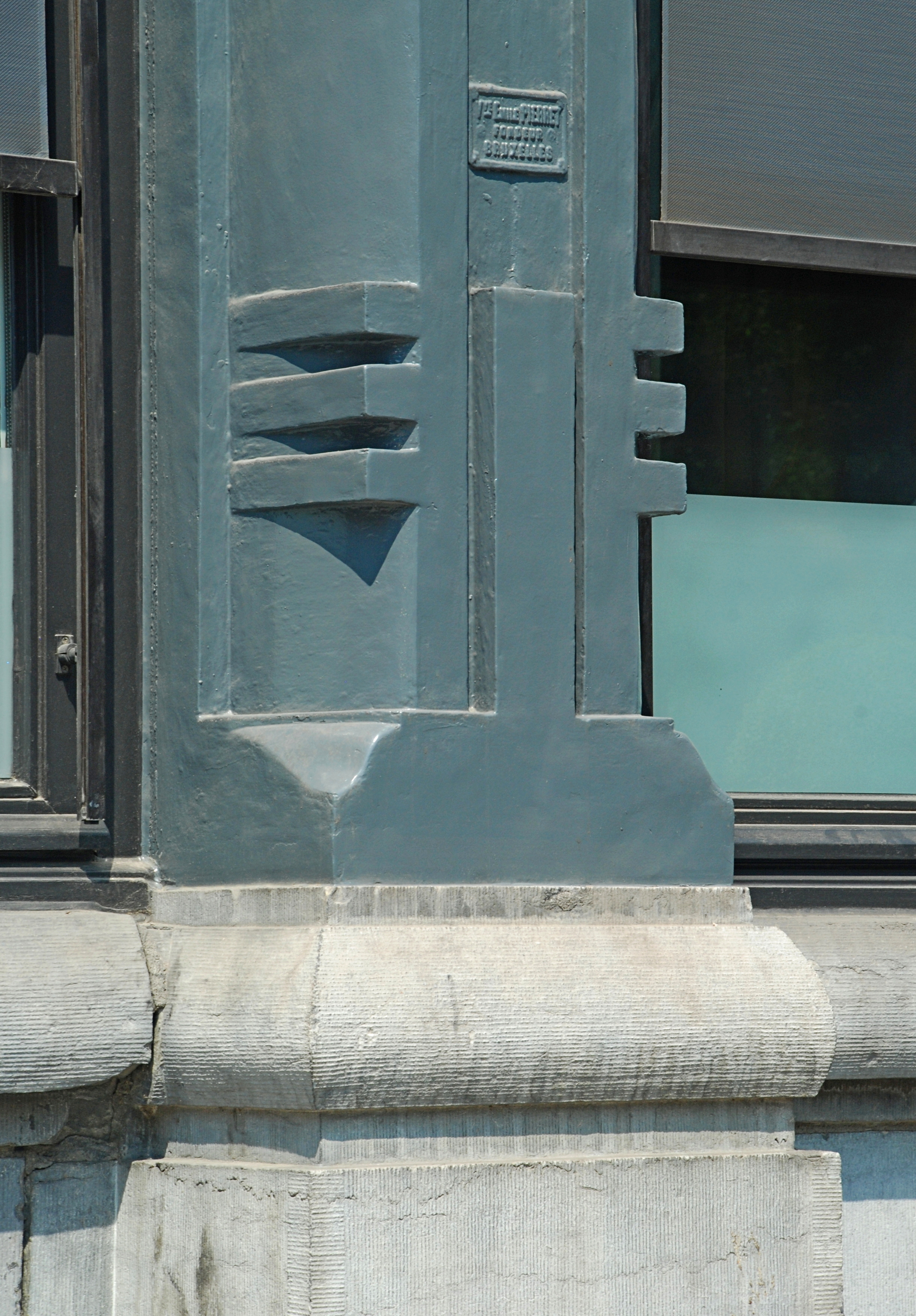
Base de colonne.
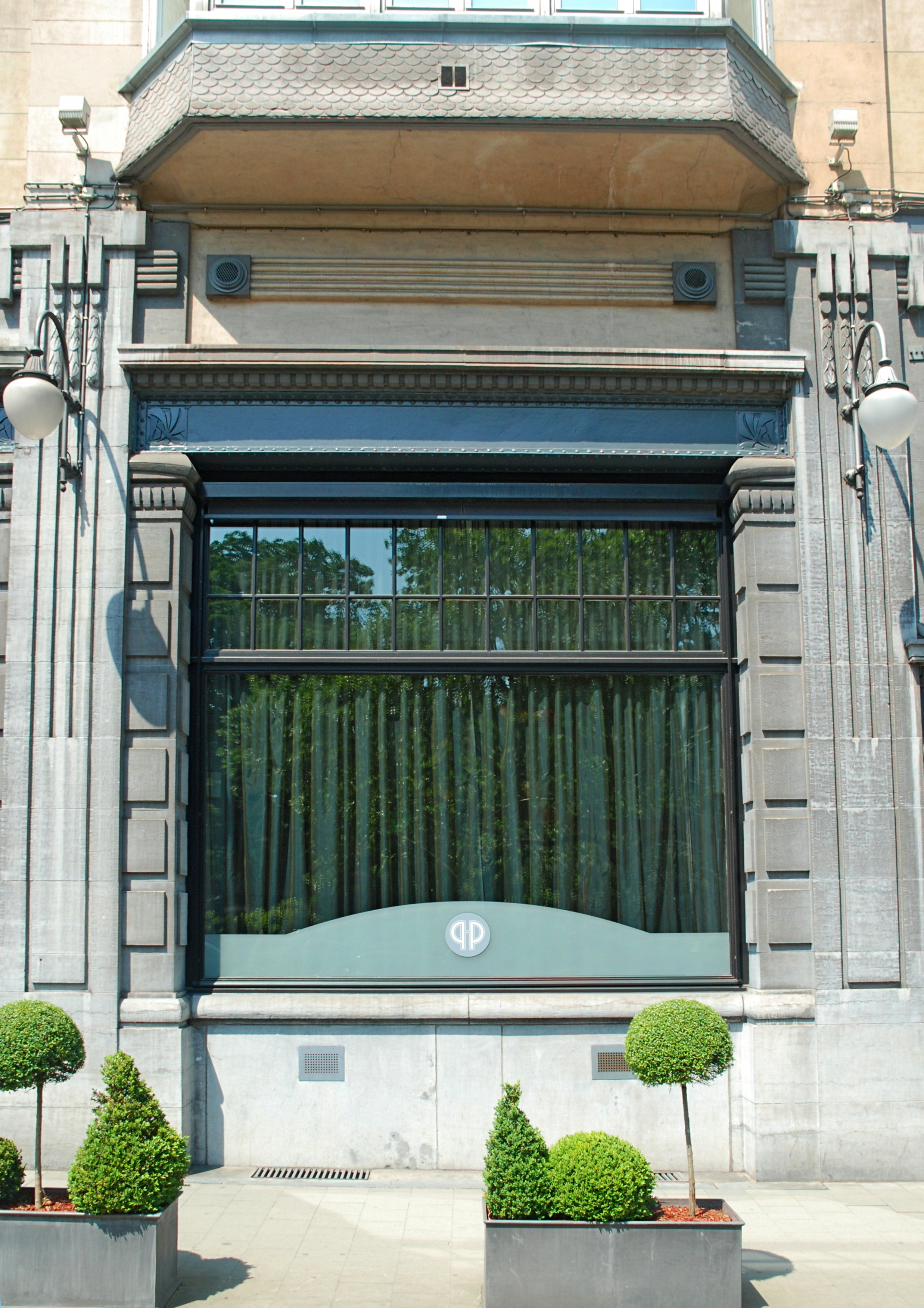
Travée centrale du registre inférieur.
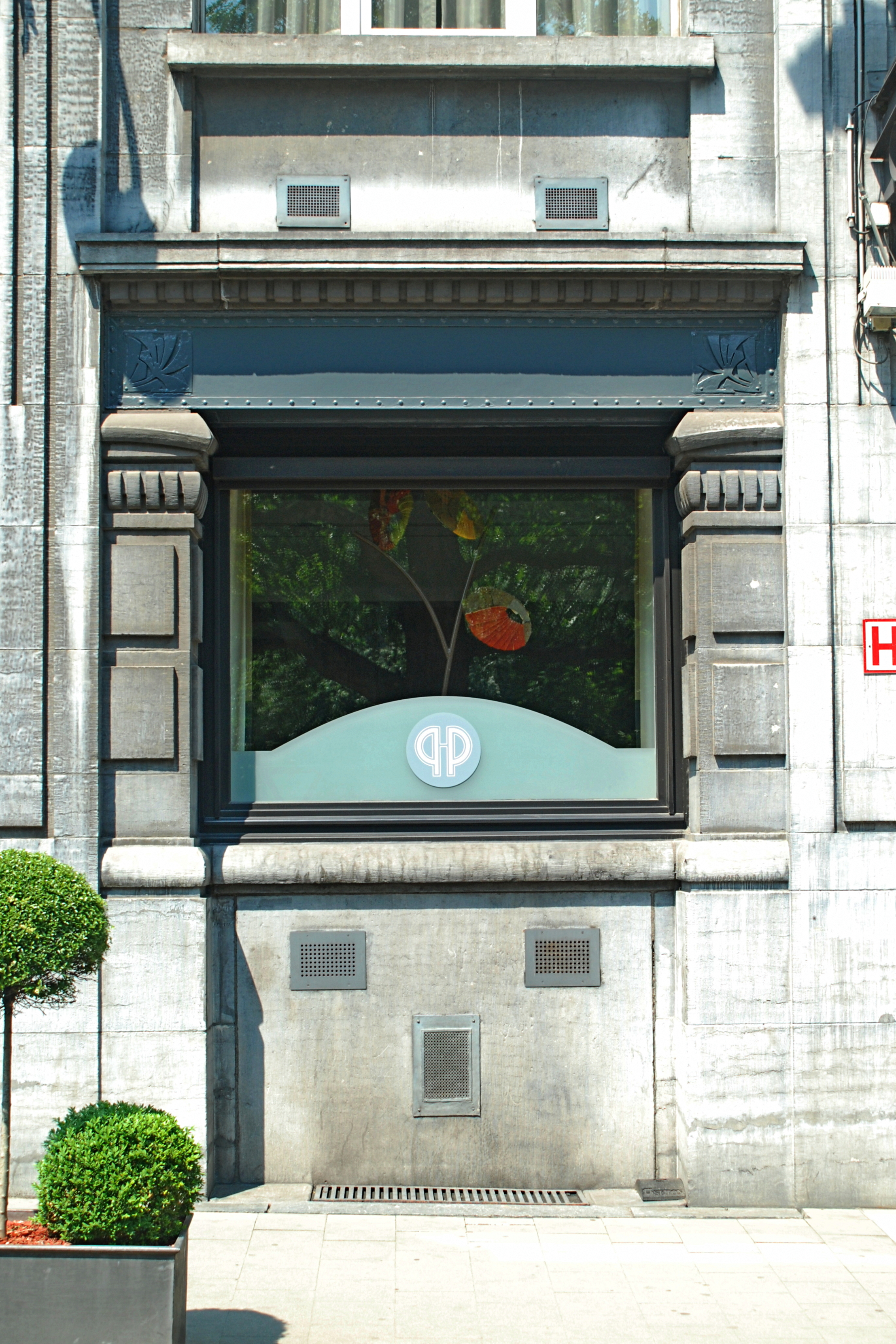
Une travée de la partie droite.
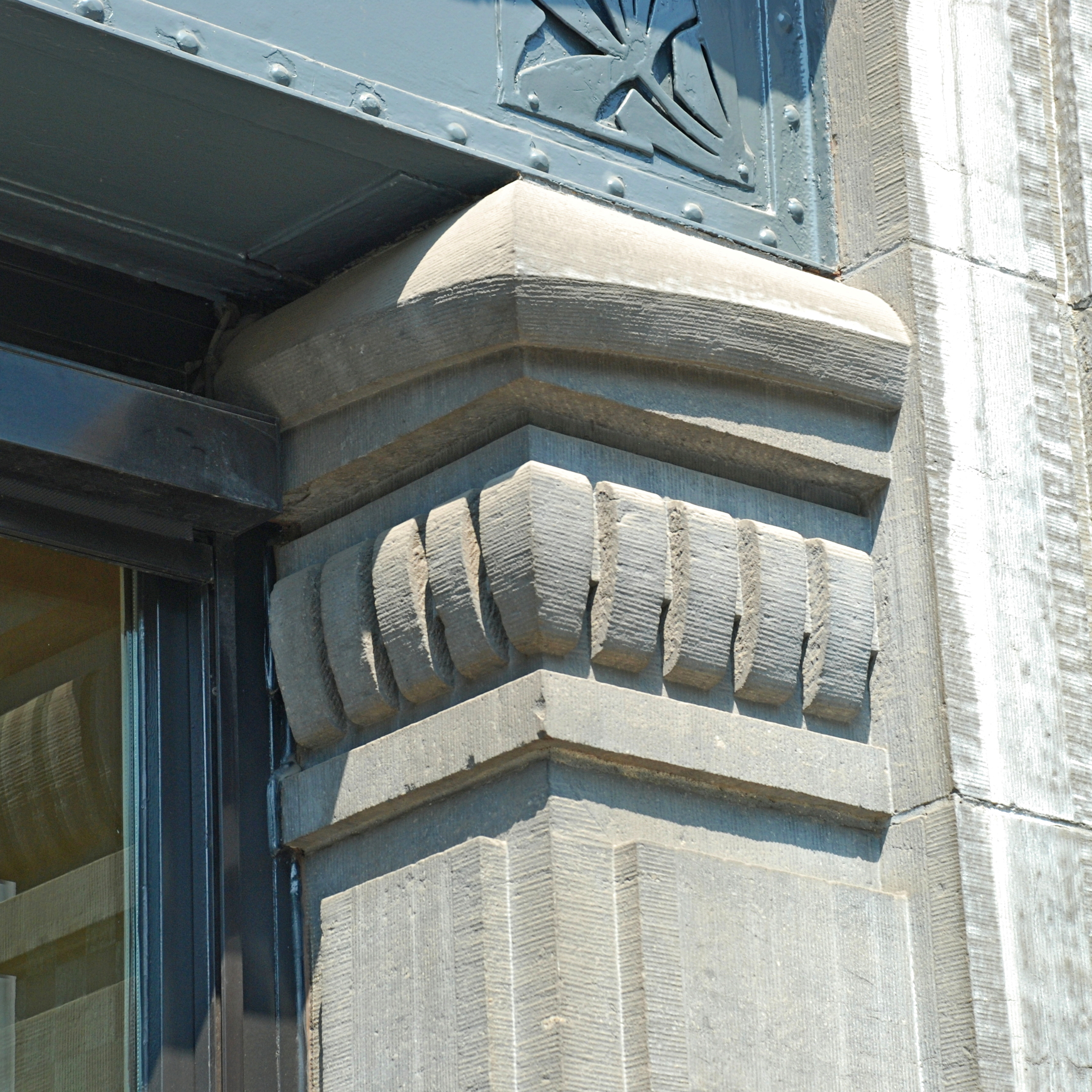
Chapiteau en pierre bleue.

#### Registre supérieur de la façade de la rue Gineste
Le registre supérieur, paré de pierre blonde, comporte six étages et est lui aussi asymétrique.
La travée centrale est ornée d'un grand oriel de plan trapézoïdal qui court sur cinq étages.
La partie gauche comporte une travée aveugle et cinq travées ajourées, dont deux présentent un oriel à pans aux deux derniers étages. Les fenêtres du premier étage sont chacune surmontée d'un entablement souligné d'une frise de denticules et porté par des modillons ornés de cannelures. Par ailleurs, les fenêtres situées sous les oriels présentent un meneau de pierre que les autres fenêtres n'ont pas.
La partie droite, assez semblable, possède un grand oriel de plan trapézoïdal haut de cinq étages au-dessus de la porte d'entrée de l'hôtel, mais n'a pas de petits oriels placés en hauteur ni de travée aveugle.
Les treize travées de la partie supérieure de la façade de la rue Gineste sont séparées par de hauts pilastres plats d'ordre colossal dont certains sont sommés d'un bel amortissement cannelé qui en termine l'élan vertical.

Le registre supérieur de la façade de la rue Gineste
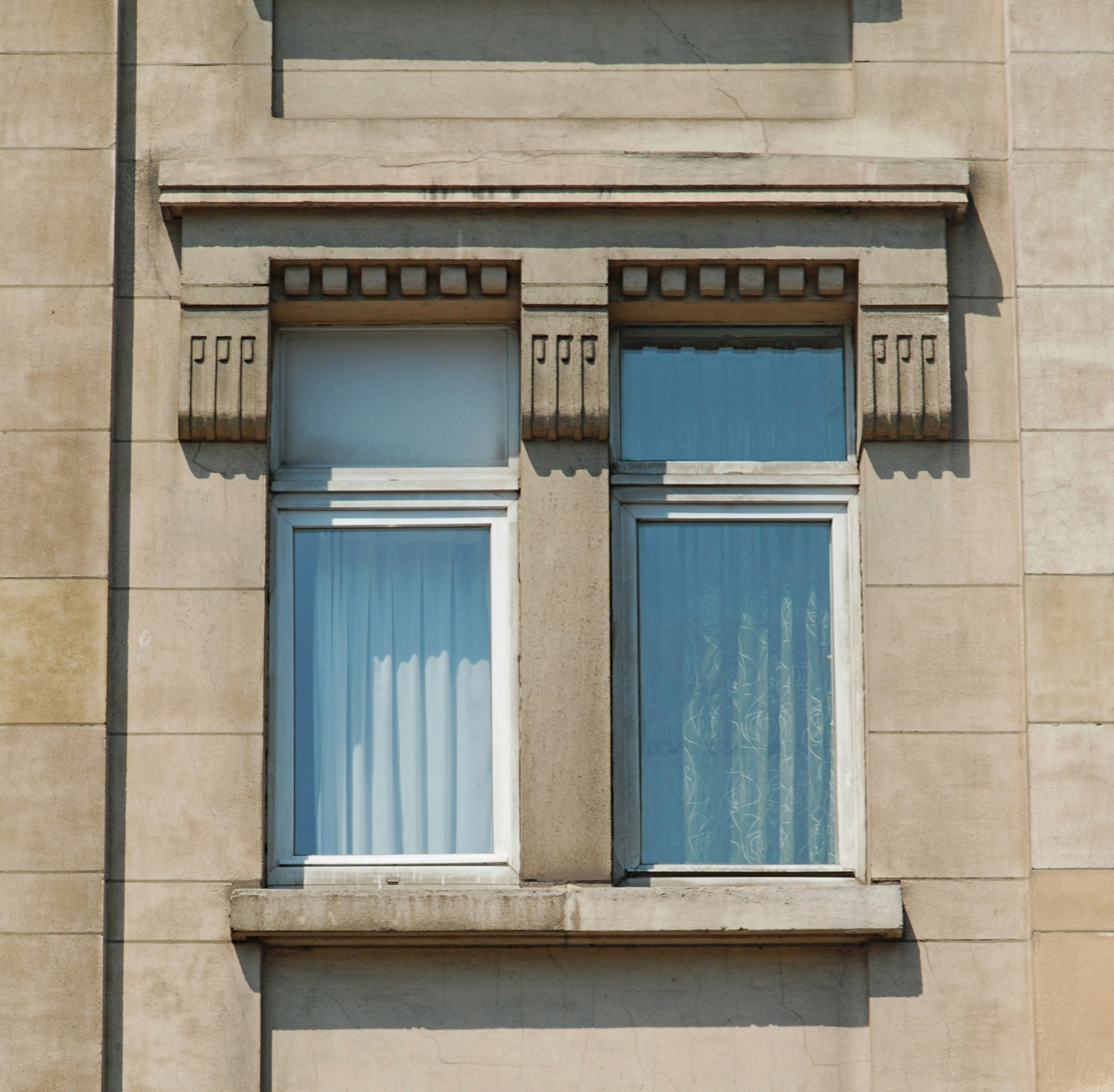
Fenêtre à meneau et entablement.
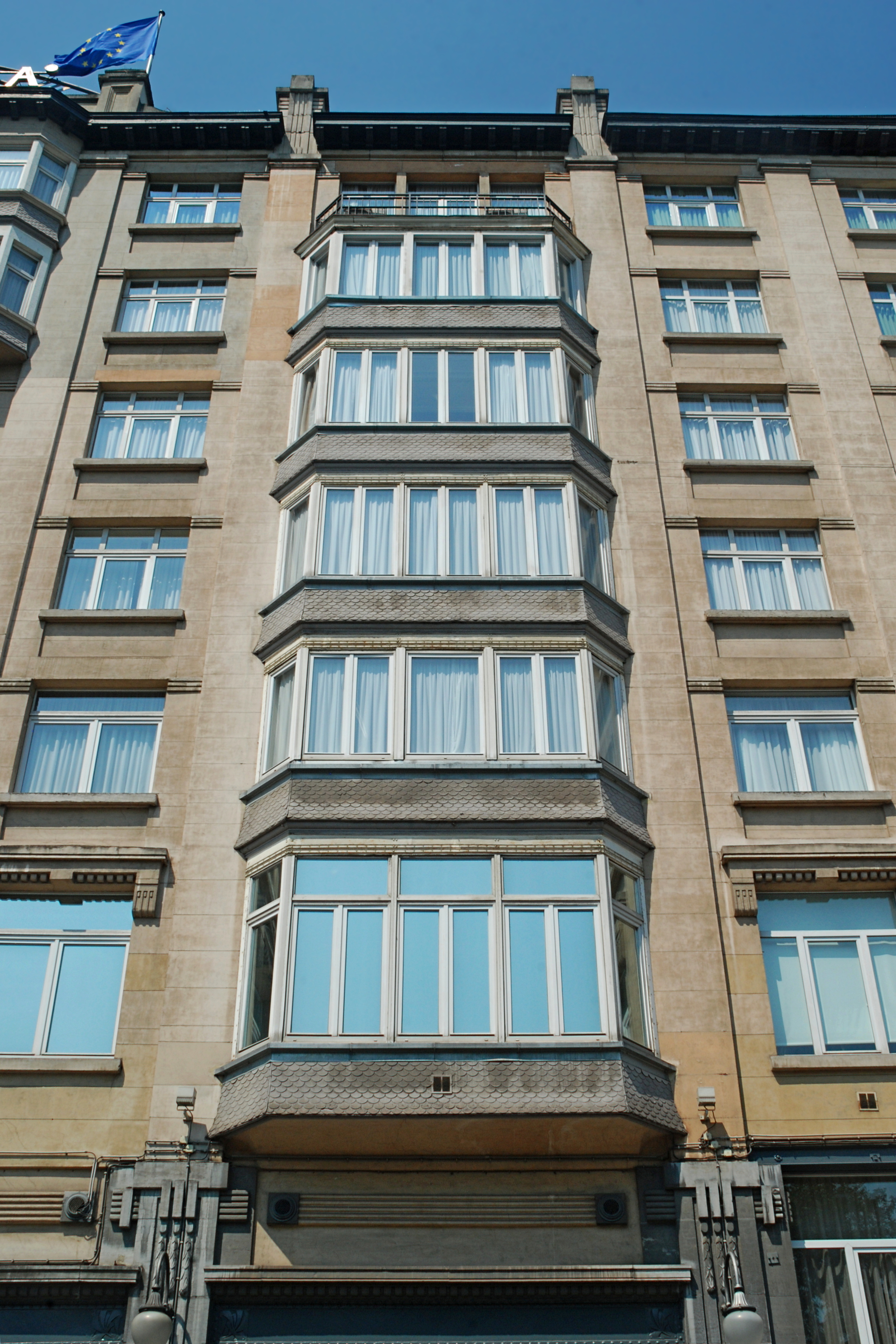
L'oriel de la travée centrale.
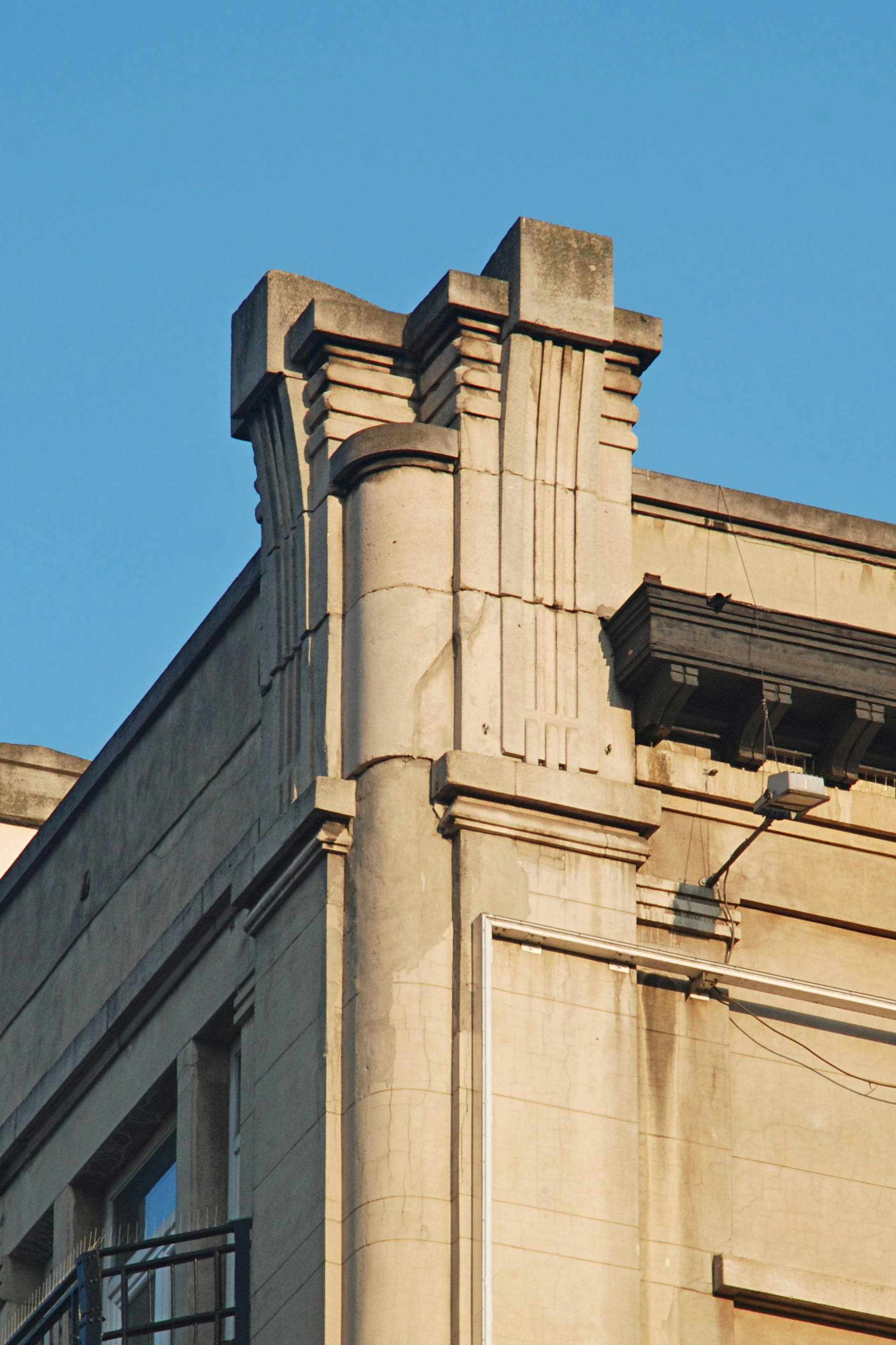
Amortissement.

#### Les logos du Palace Hôtel
On trouve des logos du Palace Hôtel à plusieurs endroits de la façade de la rue Gineste.
L'un, formé des lettres P et H enlacées, est gravé dans un écusson en pierre bleue placé à l'angle de la rue Gineste et du boulevard.
Le deuxième, formé de la lettre H flanquée de deux lettres P disposées en miroir, orne la base de chacune des baies de la rue Gineste.
Le troisième, formé d'une lettre P et d'une lettre P inversée, orne les stores qui protègent les fenêtres de cette même façade.

Les logos du Palace Hôtel
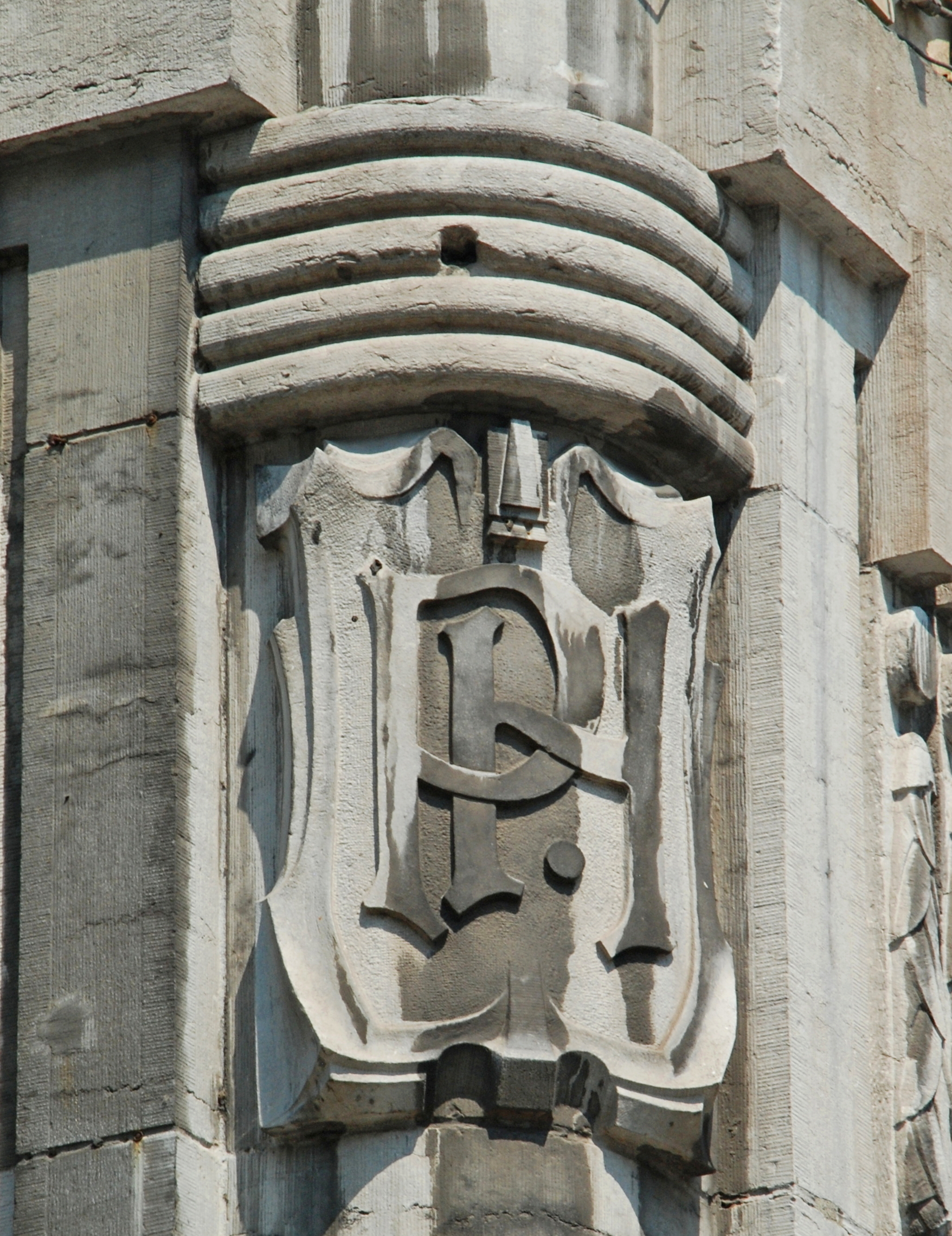
Écusson en pierre bleue.
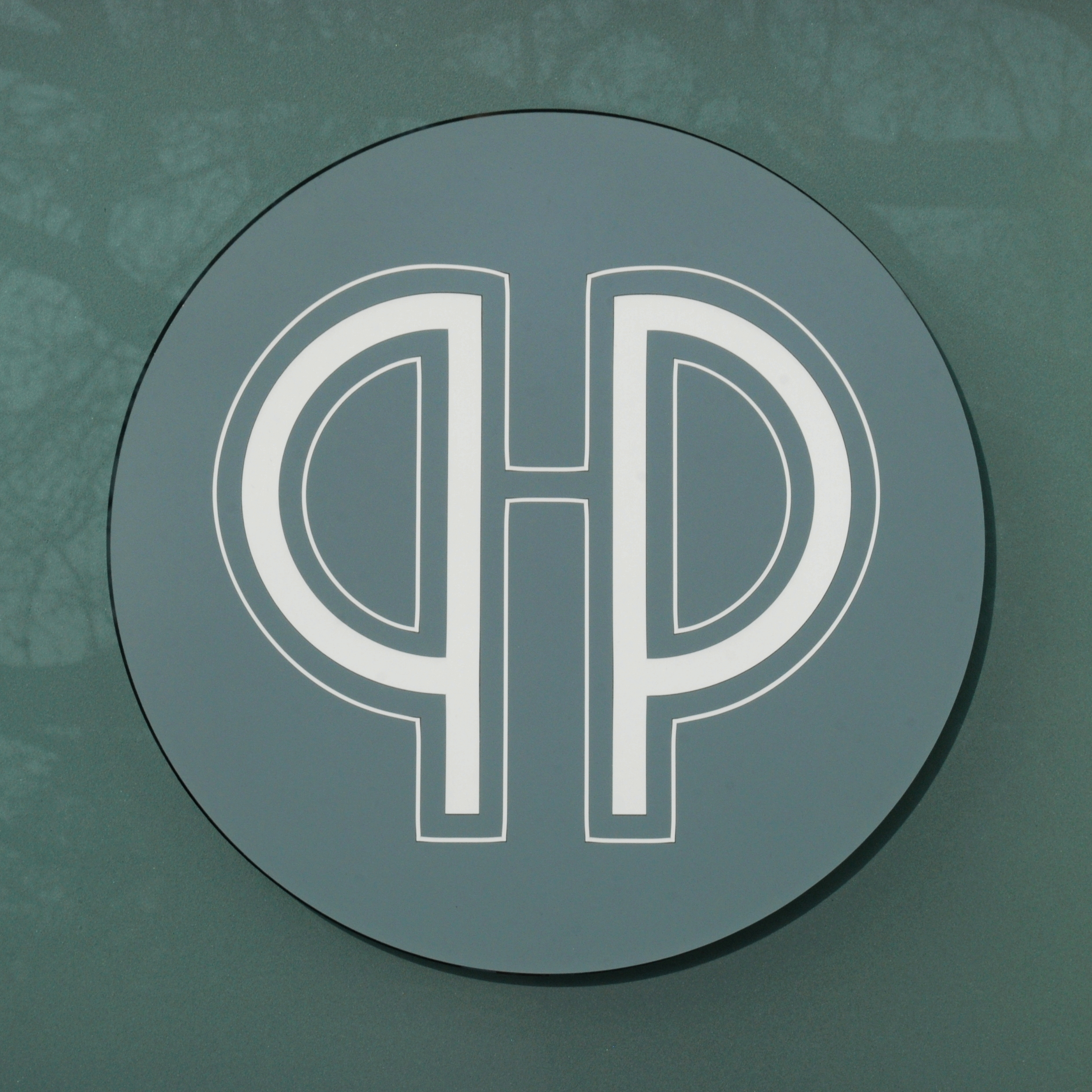
Logo de la base des fenêtres.
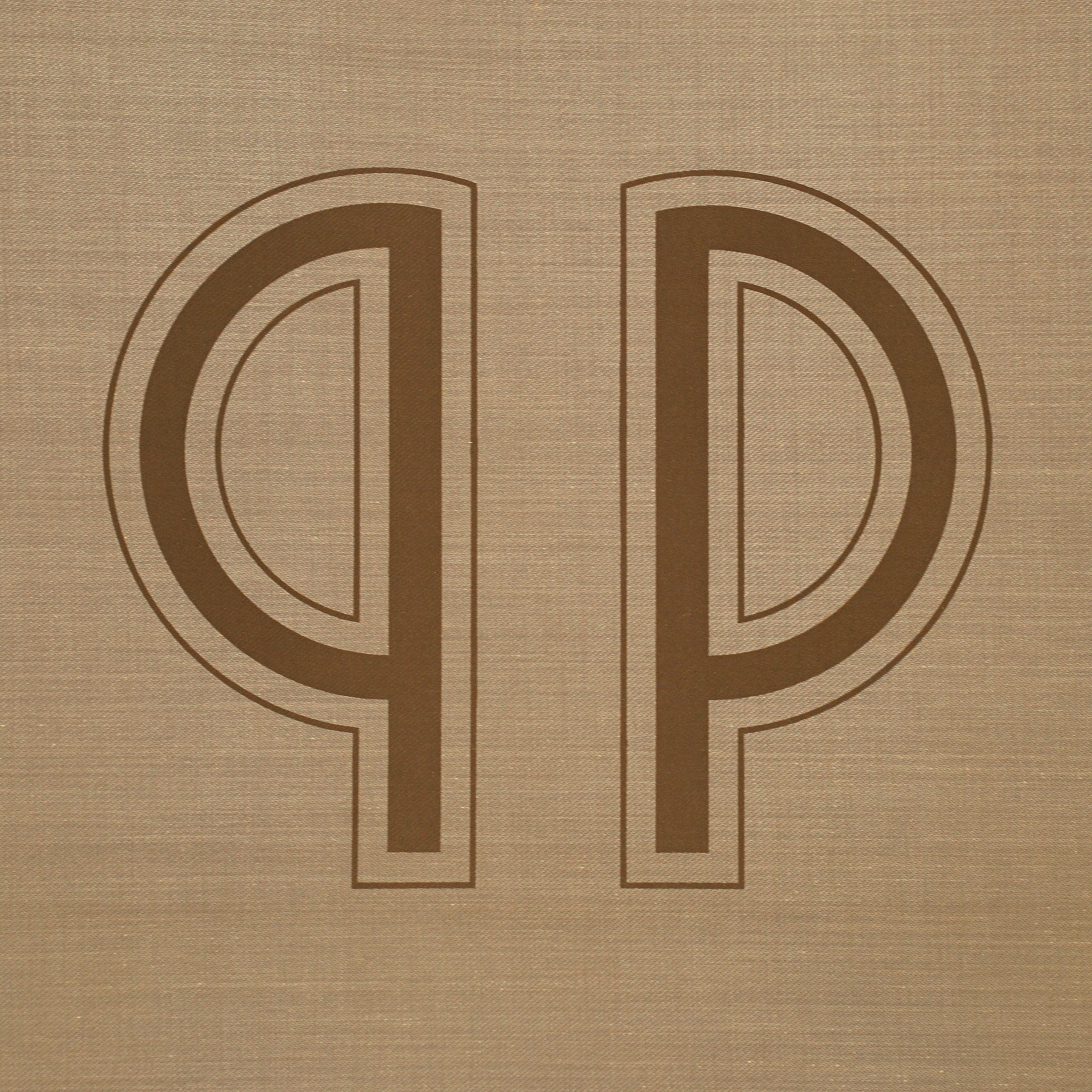
Logo ornant un store.

## Intérieur
Le hall d'entrée, la réception et les salons situés du côté de la rue Gineste ont conservé leur décoration d'origine comportant des lambris en marbre veiné et de pilastres à fasces.

## Accessibilité
| ___ | Ce site est desservi par la station de métro : Rogier. |